# Hernando Hurtado
Hernando Hurtado Álvarez (Bogotá 8 de abril de 1925- Ibídem 8 de mayo de 1992) fue un político y defensor de derechos humanos colombiano. Miembro del Partido Comunista Colombiano.

## Biografía
Nació el 8 de abril de 1925 en Bogotá, hijo de una familia de comerciantes.
En su temprana juventud se interesó por la literatura marxista. Para 1945 ingresó a un núcleo de la Juventud Socialista Democrática (nombre que ostentaba la Juventud Comunista Colombiana en ese entonces) en el barrio Las Cruces. Posteriormente pasaría a militar a una célula de la Universidad Nacional. 
Después de 1948, Hurtado pasó a asumir responsabilidades de organización en el departamento de Cundinamarca, llegando a formar parte de dicho Comité Regional. Posteriormente ocupó responsabilidades del mismo tipo en la región del Tequendama, en el departamento de Santander y en los barrios obreros de Bogotá. Fue ascendido al Comité Central del PCC, al cual representó en diversas reuniones internacionales de partidos comunistas y obreros.
Ocupó cargos parlamentarios como suplente del representante a la Cámara Gilberto Vieira White durante finales de la década de 1970 y principios de la siguiente. Fue secretario fundador del Comité Permanente por la Defensa de los Derechos Humanos (CPDH), organización humanitaria impulsada por Alfredo Vásquez Carrizosa, su presidente fundador y excanciller. Hurtado se destacó por su lucha en contra de la llamada "Guerra Sucia" y contra el genocidio contra el PCC y la Unión Patriótica. Fue víctima de un atentado por el Comando Ricardo Franco, disidencia de las FARC-EP.
Fue candidato por la Unión Patriótica a la gobernación de Cundinamarca en 1991. Fallecido el 8 de mayo de 1992.

## Obras
- Carlos Arango Z. (1983). Forjadores de la revolución colombiana. Bogotá: Colombia Nueva.